# Denis Ten
Denis Yuryevich Ten (en kazajo: Денис Юрьевич Тен, en ruso: Денис Юрьевич Тен; Almatý, 13 de junio de 1993-Ibidem., 19 de julio de 2018) fue un patinador artístico kazajo. Ten compitió en el individual masculino. Ganó la medalla de bronce en los Juegos Olímpicos de Invierno de 2014, la medalla de plata en el Campeonato Mundial de 2013, la medalla de oro en los Juegos Asiáticos de Invierno 2011 y tres títulos de los campeonatos kazajos. Ten también conquistó la medalla de oro en la Universe de Invierno de 2017.

## Trayectoria
Denis Ten fue cinco veces campeón de Kazajistán (entre 2006 y 2014). Representó a su país en múltiples competiciones internacionales. Compitió en seis campeonatos de cuatro continentes y seis campeonatos mundiales. Ganó la competencia de cuatro continentes en 2015 en Seúl, y fue dos veces medallista en los campeonatos del mundo en 2013 (oro en Londres, la primera medalla mundial en la historia del patinaje kazajo) y en 2015 (bronce en Shanghái).
También participó en tres Juegos Olímpicos de Invierno: en 2010 en Vancouver (11.º), en 2014 en Sochi (medalla de bronce) y en 2018 en Pyeongchang.

## Asesinato
Ten murió después de ser apuñalado por dos hombres que intentaban robar los retrovisores de su coche en Almaty. Fue llevado al hospital, pero acabó muriendo pocas horas después.